# Змієво
Змі́єво (болг. Змиево) — село в Смолянській області Болгарії. Входить до складу общини Смолян.

## Населення
За даними перепису населення 2011 року у селі проживали 14 осіб, з них 13 осіб (92,9%) — болгари.
Розподіл населення за віком у 2011 році:
Динаміка населення: